# Михайловка (Камбарский район)
Михайловка — село в Камбарском районе Удмуртии. Административный центр Михайловского сельского поселения.

## География
Село расположено на юго-востоке республики на расстоянии примерно в 17 километрах по прямой к северо-востоку от районного центра Камбарки.
Часовой пояс
Село Михайловка как и вся Удмуртия, находится в часовой зоне МСК+1. Смещение применяемого времени относительно UTC составляет +4:00.

## Население
| 2010 | 2012 |
| ---- | ---- |
| 260  | ↘246 |

Национальный состав
Согласно результатам переписи 2002 года, русские составляли 95 % из 349 чел..